# House of Innovation
House of Innovation (HOI) vid Handelshögskolan i Stockholm är en tvärvetenskaplig forsknings- och utbildningsmiljö som fokuserar på innovation, digitalisering och entreprenörskap. 
House of Innovation grundades 2017 med hjälp av en donation på 150 MSEK från Erling Perssons stiftelse. Det leds 2023 av professor Magnus Mähring. Institutionen för Entreprenörskap, Information och Teknologi utgör dess akademiska kärna med 70 heltidsanställda forskare, doktorander och personal inom verksamhetsstöd. Sex forskningscentra är knutna till House of Innovation: Center for Data Analytics, Center for Family Enterprise, The Garden – Center for Design and Leadership, The Jacob and Marcus Wallenberg Center for Innovative and Sustainable Business Development, The Scania Research Center for Innovation and Operational Excellence och Transformative Innovation Center. Till fakulteten hör bland andra professorerna Mattia Bianchi, Roberto Verganti, Sarah Jack, Pär Åhlström, Mattias Nordqvist, Magnus Mähring.  
2022 flyttade House of Innovation in i tidigare Studentpalatset vid Norrtullsgatan 2, en byggnad som Handelshögskolan då förvärvat från Akademiska Hus.
House of Innovation har också en omfattande utåtriktad verksamhet, bland annat genom samarbeten med SSE Business Lab, SSE Ventures, SSE Tech Initiative och Stockholm School of Entrepreneurship (SSES). Varje år står House of Innovation värd för konferensen Dialogues on Digital.